# Micromus cookeorum
Micromus cookeorum är en insektsart som först beskrevs av Elwood C. Zimmerman 1946.  Micromus cookeorum ingår i släktet Micromus och familjen florsländor. Inga underarter finns listade i Catalogue of Life.